# Staffan Strand
Staffan Strand (* 18. dubna 1976, Upplands Väsby) je bývalý švédský sportovec, atlet, který se stal v roce 2002 halovým mistrem Evropy ve skoku do výšky.
Mezi jeho další úspěchy patří titul mistra Evropy do 22 let (1997), bronzová medaile z halového mistrovství světa v Lisabonu 2001 a bronz z mistrovství Evropy 2002 v Mnichově.

## Osobní rekordy
- hala – (235 cm – 6. února 2002, Stockholm)
- venku – (232 cm – 8. července 2000, Nice)